# Люте (Польща)
Люте (пол. Lute) — село в Польщі, у гміні Модлібожиці Янівського повіту Люблінського воєводства.
Населення — 220 осіб (2011).
У 1975-1998 роках село належало до Тарнобжезького воєводства.

## Демографія
Демографічна структура станом на 31 березня 2011 року:
|          | Загалом | Допрацездатний вік | Працездатний вік | Постпрацездатний вік |
| -------- | ------- | ------------------ | ---------------- | -------------------- |
| Чоловіки | 107     | 21                 | 78               | 8                    |
| Жінки    | 113     | 19                 | 65               | 29                   |
| Разом    | 220     | 40                 | 143              | 37                   |